# 托罗波沃农村居民点
托罗波沃农村居民点（俄语：Сельское поселение Тороповское）是俄罗斯联邦沃洛格达州巴巴耶沃区所属的一个农村居民点。其下辖有32个居民点，行政中心为托罗波沃。据2015年统计，该农村居民点的人口为1328人。